# WILDERNESS
『WILDERNESS』（ウィルダネス）は、枻出版社がかつて発行していたアウトドア専門誌。

## 概要
枻出版社が2013年に創刊し、2017年に休刊となった。全7号。
表紙のサブタイトルは「WHOLE EARTH OUTDOOR MAGAZINE」。
同社が発行していた他のアウトドア登山雑誌に『PEAKS』や『ランドネ』がある。